# Springs, Sydafrika

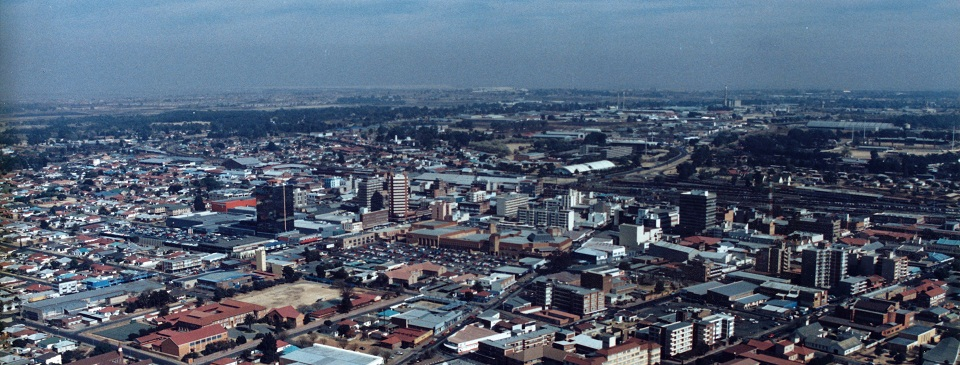
Vy över Springs, 2010.

Springs är en stad i storstadskommunen Ekurhuleni i provinsen Gauteng i Sydafrika. Folkmängden uppgick till 121 610 invånare vid folkräkningen 2011, på en yta av 183,50 kvadratkilometer. Där föddes Nadine Gordimer, vinnare av Nobelpriset i litteratur 1991.